# Азовцева, Александра Александровна
Алекса́ндра Алекса́ндровна Азо́вцева (в девичестве Людикормина; 6 [19] ноября 1910, город Никольск-Уссурийский, Приморская область (по другим сведениям, Харьков, Российская империя) — 15 декабря 1994, Сидней, Австралия) — русская, китайская и австралийская художница живописи и прикладного искусства, вышивальщица, скульптор, анималист.

## Биография

### Детство и юность в Харбине
Александра родилась в городе Никольск-Уссурийский. По другим данным, в Харькове, куда ее родители поехали знакомиться с родственниками мужа, планировав вернуться до рождения ребенка, но не успели. Когда дочери исполнилось три месяца, они вернулись в Никольск-Уссурийский, где и была сделана запись в метриках. После того, как девочке исполнилось десять месяцев, семья переехала в Харбин.
Отец, Александр Иванович Людикормин родился в Харькове, в семье церковного живописца, в многодетной семье: у него было три брата и три сестры. Получил профессию электромеханика и самостоятельно освоил игру на скрипке. Занимал должность начальника одного из отделений Владивостокской телеграфной станции, затем получил предложение возглавить работы по возведению телеграфной линии на Китайско-Восточной железной дороге. Мать, Дарья Ивановна, родилась в казачьем поселке Бикинского станичного округа в семье лесничего, в которой кроме нее было еще девять детей. Однажды глава семьи не вернулся домой с обхода вверенной ему территории — позже его нашли застреленным в лесу. Большая семья оказалась в тяжелом положении, однако все дети получили образование: один из братьев стал врачом, другой — учителем. Дарья Ивановна обучалась самостоятельно: она очень интересовалась литературой и много читала.
Детство и юность Александры прошли в Харбине среди первых поселенцев из России, обслуживающих Китайско-Восточную железную дорогу, и белоэмигрантов, осевших здесь после Великой Октябрьской социалистической революции и Гражданской войны.
Востребованная профессия отца Александры обеспечивала материальное благополучие и комфорт — в семье появились еще трое детей: две девочки и мальчик.
Александра росла в хорошо образованной семье, в раннем детстве она посещала школу, которой управлял ее дядя. Среднее образование получила в Харбинской русской частной гимназии имени А. С. Пушкина.
С ранних лет у девочки проявилась тяга к рисованию. Свой дар к живописи Александра унаследовала от деда — Ивана Людикормина — известного в Харькове иконописца.
Отец нередко брал дочь с собой в поездки по железной дороге. Яркие впечатления от путешествий Александра воплощала в рисунках.
В 1928—1929 годах училась на Первых Харбинских художественных курсах. Учебный процесс был построен по образцу российской Императорской академии художеств. В число предметов, предназначенных к изучению, входили: анатомия, живопись, композиция, перспектива, рисование по памяти и с натуры. Здесь преподавали В. М. Анастасьев, Н. А. Вьюнов, Л. К. Гринберг, Н. С. Задорожный и другие художники-педагоги Харбина.
Девушка увлеклась скульптурой, выполнила бюст своего наставника — художника Л. К. Гринберга. На выставке эта работа получила высокую оценку у критиков и вызвала интерес прессы. Пройдя художественные курсы, Александра продолжила обучение живописи в студии известного художника А. Е. Степанова.

### Увлечение вышиванием
В 1930 году увлеклась художественной вышивкой. Однажды Александра оказалась в гостях у подруги, где ее внимание привлекла вышитая с помощью швейной машинки скатерть, тогда отец купил ей швейную машинку «Mundlos», обладателю которой фирма предлагала пройти бесплатный трехмесячный курс обучения.
Юная художница всего за неделю блестяще освоила технику вышивания, и ее зачислили в штат компании — производителя машин на преподавательскую должность, где она проработала с 1932 по 1936 годы. В витрине фирмы «Mundlos» появились живописные изображения животных, птиц, цветов, вышитых цветными шелковыми нитями. Вышивание приносило доход и давало творческую отдушину. Поскольку работы художницы привлекали посетителей, недостатка в заказах не было.
В 1934 году на VI Весенней выставке рукоделия и изящных дамских работ, организованной студией Женского отдела газеты «Рупор», получила первую премию за вышитый гладью портрет доктора В. А. Казем-Бека.
В 1935 году на той же выставке получила вторую премию за вышитый гладью портрет архиепископа Нестора. Создала также вышитый портрет императора Николая II и знамя «Русского общевоинского Союза».
Сочетая в своих произведениях рисование иглой и кистью, художница открывала безграничные возможности для самовыражения. Многие из ее более поздних вышитых полотен содержали до 100 цветов и оттенков различных ниток, искусно переплетенных для создания потрясающих тональных эффектов.
В сентябре 1936 года в Харбине прошли концерты Ф. И. Шаляпина. После окончания одного из них почитатели преподнесли кумиру его портрет, вышитый шелком Александрой Людикорминой.

### Шанхайский период
В 1936 году Александра потеряла работу в фирме «Mundlos», закрывшейся из-за экономического кризиса в регионе. Вместе с сестрами зарабатывала шитьем и картинами на заказ, бралась за любые поденные работы.
В 1939 году в поисках заработка Александра вместе с сестрой Верой переехали в Мукден, в 1940 году — в Шанхай, где сестры поселились на территории Французской концессии. Вскоре художница познакомилась со своим будущим мужем Димитрием Васильевичем Азовцевым — служащим французской компании. В 1942 году вышла за него замуж, взяв его фамилию, и с тех пор свои работы стала подписывать — Александра Азовцева.
Живя в Китае, Азовцевы пристально следили за событиями на советско-германском фронте. После окончания Второй мировой войны художница вышила шелком два портрета Сталина: один был передан послу СССР в дар Генералиссимусу от имени русских эмигрантов, а второй приобретен Консульством СССР в Шанхае.
В Шанхае Александра познакомилась с другими художниками, большинство из которых тоже приехали из Харбина. Они вместе работали и выставлялись. Александра любила атмосферу буддийских храмов и проводила в них много часов. Некоторые из ее лучших картин относятся к этому периоду. В них она отражала повседневную жизнь Шанхая. Написала большое количество портретов китайцев. Желание запечатлеть особенности культуры и пейзажа, которые были разрушены или изменены безвозвратно «прогрессом» или политическими потрясениями, стало идейной основой ее картин. Сохранилось большое количество работ, написанных в период с середины 1940-х до начала 1950-х годов. В то же время Азовцева продолжала учиться и посещать занятия художественных студий. Была членом Общества ИЗО, в которое входили художники В. М. Анастасьев, М. А. Кичигин и его жена художница В. Е. Кузнецова-Кичигина, В. С. Подгурский и многие другие.
Принимая участие в выставках общества, художница заняла 1-е место за рисунки портрета по памяти. Участвовала во всех экспозициях, проходивших в помещении знаменитого Французского клуба: ею были представлены портреты, натюрморты, изображения животных в графике и работы маслом — китайские сюжеты, виды и жанры.

### Сиднейский период
В 1954 году Азовцевы приняли решение переехать в Сидней. Покинуть Китайскую Народную Республику супругам помогла Международная организация по делам беженцев. Сначала они добрались до острова Самоа, а оттуда отплыли в Австралию.
В Сиднее Азовцевы обосновались в Нейтральном заливе, где приобрели небольшой каменный коттедж на улице Ундерклифф, 29. В Австралию Александре Азовцевой удалось привезти большую коллекцию своих работ «История Китая в лицах».
Азовцева стала членом Королевского художественного общества штата Новый Южный Уэльс. Ежегодно она совершала поездки на Королевское пасхальное шоу в Сиднее, где демонстрировались достижения сельского хозяйства, культурные и исторические ценности австралийцев. Там она зарисовывала животных, занявших призовые места, для их владельцев.
В Сиднее художница писала портреты австралийских аборигенов, изображала удивительных животных и неповторимую природу этой страны.
В 1955 году Азовцева провела персональную выставку в «Клубе всех наций». В экспозиции были представлены портреты китайских крестьян и коренных жителей Австралии, которых она успела написать в первые месяцы после прибытия на континент, чем вызвала большой интерес у публики и прессы.
Многие эскизы, пастели и картины были выкуплены для собраний городских музеев. Александра Александровна приобрела большую известность в Сиднее благодаря достоверному изображению животных, ей даже заказывали портреты домашних питомцев. Ее любовь к животным оставалась неизменной на протяжении всей жизни. Часто она ездила в зоопарк «Таронга» со своим мольбертом, где зарисовывала птиц: пеликанов, попугаев и кукабарров — им она посвятила целую серию работ.
В 1988 году Библиотека Стэнтона в Норт-Сиднее опубликовала подборку рисунков Азовцевой в издании «Эскизные воспоминания о Северном Сиднее». Этот альбом был приурочен к празднованию 200-летия с начала освоения европейцами Австралии и к выставке картин художницы в этой библиотеке.
Среди работ Азовцевой много картин с изображением круизных и контейнерных судов, заходивших в гавань, некоторые из них были сделаны по заказу отелей.

### Последние годы жизни
В конце жизни художнице все-таки удалось побывать в стране, где она родилась. В июле-августе 1983 года Азовцева в составе экскурсионной группы отправилась в большое путешествие из Сиднея через Японию и Китай в Советский Союз на встречу со своей большой семьей.
По морскому пути она добралась до города Находки, являющегося конечной точкой Транссибирской железнодорожной магистрали, а дальше по железной дороге, через Владивосток, Хабаровск, Благовещенск, Иркутск, Красноярск, Тобольск (останавливаясь в каждом городе на один-два дня) достигла Москвы. На железнодорожном перроне Свердловска состоялась встреча Азовцевой с ее родными, которые были репартриированы из Китая в СССР. Дважды за время поездки приезжала в Ленинград, также совершила тур по Золотому кольцу России, посетила Калининград, Киев, Крым и Сочи.
В 1986 году правительство Китая предложило Азовцевой провести выставку ее произведений в Харбине — городе, где она выросла, получила образование и первый художественный опыт. Предложение пришлось отклонить, поскольку выставка должна была состояться зимой, а Азовцевой в силу возраста было уже сложно переносить очень холодную погоду.
Умерла Александра Александровна Азовцева в 1994 году, пережив своего супруга на 14 лет. Их похоронили рядом, согласно православному обычаю на русском участке Руквудского кладбища в Сиднее.
Художественные произведения кисти Азовцевой сегодня — национальное достояние Австралии. На протяжении 40 лет она принимала участие практически во всех художественных выставках Королевского художественного общества штата Новый Южный Уэльс, «Осенних выставках», в выставках в «Русском клубе» и общества русских художников Сиднея. Вместе с картинами австралийского периода она обязательно представляла свои работы из Китая, которые всегда вызывали большой интерес со стороны публики. Так, две последние крупные выставки Азовцевой в Королевском художественном обществе (1982) и в галереях города Иглхок-Нек (1991—1992), были посвящены только китайскому периоду.
Имя Александры Азовцевой внесено в каталоги Оксфордского и Кембриджского университетов, ее картины мечтали приобрести коллекционеры, галереи и музеи. Многие работы рассеялись по всему миру. При жизни творчеству Александры Азовцевой было посвящено значительное количество статей на страницах ведущих американских и австралийских газет.

## Передвижная выставка «Александра Азовцева. Возвращение. Долгий путь домой»
Поскольку у Азовцевых не было детей, душеприказчиком художницы стала близкая подруга художница Ия Глебова. Она сохранила серию ее картин китайского периода. Идея возвращения коллекции произведений Азовцевой на историческую родину принадлежит Елене Ильиной, племяннице Глебовой. Именно она рассказала о сохранившихся полотнах художницы советнику генерального директора Национального фонда поддержки правообладателей, заслуженному работнику культуры России Л. В. Назаровой.
Несмотря на явную заинтересованность российской стороны в успешной реализации проекта, Ия Глебова взяла год на размышления. Но в результате ее решение оказалось положительным.
В 2016 году Национальный фонд поддержки правообладателей вернул в Россию 65 полотен Александры Азовцевой, отреставрировал их и подготовил для показа широкой публике.
В эту коллекцию вошли произведения, выполненные в сложной и трудоемкой технике сухой пастели, образцы живописи маслом и вышивка, в которой использованы черная саржа, цветное мулине, аппликация тканью, бусы, стразы, бисер. Среди картин — портреты, пейзажи, эскизы театральных костюмов. Привезенные работы Азовцевой находились в плачевном состоянии и были опасения, что многие работы уже нельзя спасти. Реставрация началась в 2017 году. Специалисты-реставраторы проделали очень кропотливую работу: выполнили восстановление целостности кромок и холста, удалили поверхностные загрязнения и укрепили красочный слой, устранили деформации и заделали прорывы, тонировали и покрыли лаком, сделали рамы и подрамники.
7 декабря 2017 года в Костромском историко-архитектурном и художественном музее-заповеднике была торжественно открыта выставка Александры Александровны Азовцевой «Возвращение. Долгий путь домой». Кострома стала первым городом, в котором Национальный фонд поддержки правообладателей представил уникальный проект, городом, с которого началось большое турне картин художницы по просторам ее Родины.
В 2018 году передвижная выставка работ художницы побывала в Светлогорске, Ульяновске, Алуште, Владикавказе, Грозном, Санкт-Петербурге. В 2019 году презентация экспозиции состоялась в Доме русского зарубежья имени Александра Солженицына в Москве.

## Семья и родственники
Дед по отцу — Иван Людикормин, был известным иконописцем в Харькове.
Отец — Александр Иванович Людикормин (1874, город Харьков — 1934, город Харбин) — окончил Харьковский политехнический институт, электромеханик, инженер, с 1901 до 1910 года работал на Уссурийской железной дороге (город Никольск-Уссурийский), с 1910 до 1925 года возглавлял работы по возведению телеграфной линии на Китайско-Восточной железной дороге (город Харбин), установил в Харбине автоматический телефон, с 1925 по 1934 годы работал в Харбинском политехническом институте, где основал лабораторию электросвязи, которой заведовал до конца жизни.
Дед по матери — Иван Пустынцев, лесничий Бикинского станичного округа Уссурийского Казачьего войска.
Мать — Дарья Ивановна Людикормина (урожденная Пустынцева) (1883, поселок Бикин — 1969, город Свердловск), с 1910 по 1951 год проживала в Китае (город Харбин), в 1951(1952) году была репатриирована вместе с сыном в СССР, город Свердловск, домохозяка.
Младшая родная сестра — Галина Александровна Сопова (урожденная Людикормина) (1911, город Харбин — 1961, город Свердловск) — фармацевт, в 1946 была репатриирована из Китая в СССР, с 1947 по 1961 годы работала провизором городской аптеки № 9 в городе Свердловск.
Младший родной брат — Константин Александрович Людикормин (1913, город Харбин — 1982, город Свердловск) — окончил Харбинский политехнический институт, инженер, электромеханик. В 1951 году был репатриирован, работал ведущим инженером в проектном (конструкторском) бюро Уральского научно-исследовательского технологического института.
Младшая родная сестра — Вера Александровна Мейерова (урожденная Людикормина) (1916, город Харбин — 1986, город Свердловск) — в 1947 году была репатриирована с семьей из Китая в СССР, поселок Медный Рудник (город Верхняя Пышма) Свердловской области, занималась домашним хозяйством и шила на заказ.
Муж — Димитрий Васильевич Азовцев (1896—1980 город Сидней)